# Callionymus limiceps
 Callionymus limiceps és una espècie de peix de la família dels cal·lionímids i de l'ordre dels cipriniformes que es troba al nord d'Austràlia.